# David Beneit Cerdán
David Beneit Cerdán (Alacant, 1974), més conegut com a David, és un jugador petrerí de pilota valenciana, destacant en la modalitat de Llargues com a mitger, la qual cosa l'ha fet membre fix de la Selecció Valenciana de Pilota des dels Campionats Internacionals de Pilota de 1999.
A més del joc de carrer, David també ha excel·lit als trinquets en la modalitat d'Escala i corda com a aficionat amb categoria per a enfrontar-se als professionals.
L'any 2000 David, i els altres 4 membres de la Selecció (Jan, Màlia, Martines i Mengual), foren guardonats amb el premi al Millor Esportista masculí de la Província d'Alacant. En 2008 fou preseleccionat amb la selecció de pilota valenciana pel mundial d'Equador.

## Palmarés
- Escala i corda:
  - Trofeu Vila de Petrer
- Galotxa:
  - Subcampió de la Copa Generalitat: 2006
- Llargues:
  - Campió de la Lliga de Llargues: 2002, 2003, 2004, 2005, 2006, 2007, 2008, 2009 i 2010 amb l'equip del Campello.
- Campionats Internacionals de Pilota:
  - Campió d'Europa de Llargues: Imperia (Itàlia), 1999
  - Campió del Món de Llargues: València, 2000
  - Campió d'Europa de Joc internacional: Països Baixos, 2001
  - Subcampió d'Europa de Llargues: Països Baixos, 2001
  - Campió d'Europa de Joc internacional: França, 2003
  - Subcampió d'Europa de Llargues: França, 2003
  - Campió del Món de Llargues: Imperia (Itàlia), 2004
  - Campió d'Europa de Joc internacional: Nivelles (Bèlgica, 2007
  - Subcampió d'Europa de Llargues: Nivelles (Bèlgica) 2007
  - Campió absolut d'Europa, 2007